# Duckesia
Duckesia é um género de plantas com flores pertencentes à família Humiriaceae.
A sua distribuição nativa é da Venezuela ao Peru.
Espécies:
- Duckesia liesneri (Cuatrec.) K.Wurdack & Zartman
- Duckesia verrucosa (Ducke) Cuatrec.